# Lijepa naša domovino
"Lijepa naša domovino" ("Quê hương xinh đẹp của chúng ta") là quốc ca của Croatia. Tiêu đề của quốc ca thường được gọi là "Lijepa naša" ở Croatia, đây là một cụm từ được sử dụng rộng rãi để chỉ đất nước. 

## Lịch sử
Lời bài hát được viết bởi Antun Mihanović và được xuất bản lần đầu với tựa đề Horvatska domovina (Quê hương Croatia) vào năm 1835. Năm 1846, Josip Runjanin (1821–1878) phổ nhạc cho Horvatska domovina. Chỉ huy ban nhạc quân đội của Runjanin, Josip Wendl, đã chỉ huy một dàn nhạc kèn đồng của quân đội biểu diễn bài nhạc này. Giai điệu gốc vẫn chưa được biết đến vì chúng đã bị thất lạc, cho đến ngày nay.
Bài hát được một giáo viên và nghệ sĩ chơi đàn organ của Nhà thờ Zagreb Vatroslav Lichtenegger ghi âm và hòa âm cho dàn hợp xướng nam vào năm 1861, và sau đó nó bắt đầu được biểu diễn như bài hát của dân tộc Croatia. Nhan đề "Lijepa naša" đã được sử dụng kể từ thời điểm đó. Lời bài hát ban đầu có 14 câu, một số điều chỉnh nhỏ đã được thực hiện đối với lời bài hát sau này.
Bài hát không được Quốc hội Croatia thông qua để trở thành quốc ca. Năm 1907, Hiệp hội các câu lạc bộ ca hát Croatia đã yêu cầu quốc hội thông qua nhưng không được chấp thuận, mặc dù bài hát đã được sử dụng làm quốc ca không chính thức tại các buổi lễ, bao gồm cả phiên họp quốc hội ngày 29 tháng 10 năm 1918 khi Croatia chính thức tuyên bố độc lập hoàn toàn với Đế quốc Áo-Hung.
Từ năm 1918 đến năm 1941, chỉ một số đoạn của quốc ca Croatia được sử dụng như là một phần của quốc ca của Vương quốc Nam Tư và bài hát này được coi là bài ca của người Croatia. Trong Thế chiến thứ hai, ở Nhà nước Độc lập Croatia, bài hát cũng được sử dụng làm quốc ca, với lời bài hát được sửa đổi. Ví dụ, những người theo Phong trào Giải phóng Quốc gia cũng đã sử dụng nó trong các phiên họp ZAVNOH.
Bài hát chính thức trở thành quốc ca của Croatia thông qua việc sửa đổi Hiến pháp Croatia, được quốc hội SR Croatia thông qua vào ngày 29 tháng 2 năm 1972. Bài quốc ca này đã được tái khẳng định bởi hiến pháp năm 1974 và 1990, với lời bài hát của nó được sửa đổi, và được thông qua bằng Đạo luật Quốc huy, Quốc kỳ và Quốc ca của Cộng hòa Croatia.

## Lời bài hát

### Lời bài hát chính thức
Chỉ có câu đầu tiên được trình diễn trong hầu hết các trường hợp.
| Bản gốc tiếng Croatia | Phiên âm IPA | Bản dịch tiếng Anh |
| --- | --- | --- |
| I Lijepa naša domovino, Oj, junačka zemljo mila, Stare slave djedovino, Da bi vazda sretna bila! Mila, kano si nam slavna, Mila, si nam ti jedina, Mila, kuda si nam ravna, Mila, kuda si planina! II Teci, Dravo, Savo, teci, Nit' ti, Dunav, silu gubi, Sinje more, svijetu reci Da svoj narod Hrvat ljubi Dok mu njive sunce grije, Dok mu hrašće bura vije, Dok mu mrtve grobak krije, Dok mu živo srce bije! | 1 [ljěː.pa nâ.ʃa do.mǒ.ʋi.no] [oj jǔ.naːt͡ʃ.kaː zêm.ʎoː mǐ.la] [stâː.re slâ.ʋeː djê.do.ʋi.no] [dâ bi ʋâz.da srět.na bǐː.la] [mǐ.la kâː.no si nâm slâːʋ.na] [mǐ.la si nâm tî jě.diː.naː] [mǐ.la kǔ.daː si nâm rǎːʋ.na] [mǐ.la kǔ.daː si pla.nǐ.na] 2 [tě.t͡si drâː.ʋo sâː.ʋo tě.t͡si] [nit tî dǔ.naʋ sî.lu gǔ.biː] [sîː.ɲeː môː.re sʋjěː.tu rê.t͡si] [da sʋôːj nǎː.rod xř̩.ʋaːt ʎûː.biː] [dôk mu ɲî.ʋe sûːn.t͡se grî.jeː] [dôk mu xr̩âʃ.t͡ɕe bû.ra ʋî.jeː] [dôk mu mř̩t.ʋe grô.bak krî.jeː] [dôk mu ʒǐː.ʋo sr̩̂.t͡se bǐ.je] | I Our beautiful homeland, Oh so fearless and gracious, Our fathers' ancient glory, May you be blessed forever. Dear, you are our only glory, Dear, you are our only one, Dear, we love your plains, Dear, we love your mountains. II Drava, Sava, keep on flowing, Danube, do not lose your vigour, Deep blue sea, tell the world, That a Croat loves his homeland. Whilst his fields are kissed by sunshine, Whilst his oaks are whipped by wild winds, Whilst his dear ones go to heaven, Whilst his live heart beats. |

### Bản gốcHorvatska Domovina

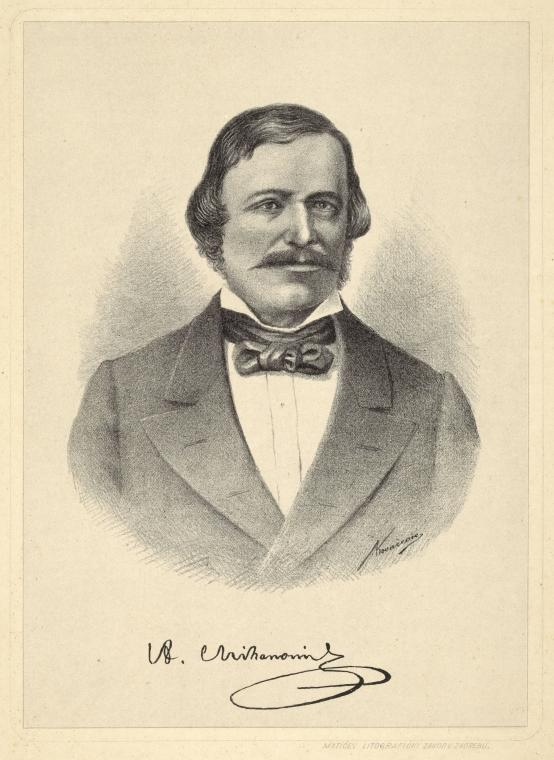
Tác giả lời bài hát, Antun Mihanović

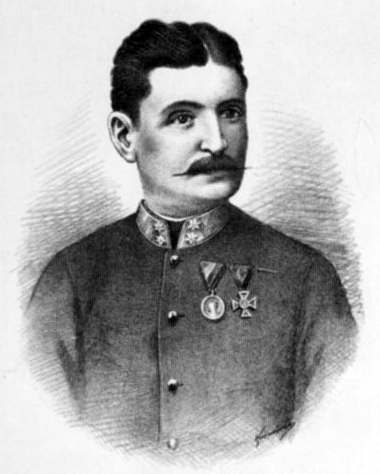
Nhà soạn nhạc Josip Runjanin

Bài thơ đăng lần đầu trên tạp chí văn hóa Danica ilirska, số 10, do Ljudevit Gaj biên tập, xuất bản năm 1835  ban đầu gồm mười bốn câu nhưng ngày nay, chỉ có những câu một, hai, mười ba và mười bốn là một phần của quốc ca.
| tiếng Croatia gốc | Bản dịch tiếng Anh |
| --- | --- |
| Lěpa naša domovino, Oj junačka zemljo mila, Stare slave dědovino, Da bi vazda čestna bila! Mila, kano si nam slavna, Mila si nam ti jedina, Mila, kuda si nam ravna, Mila, kuda si planina! Vedro nebo, vedro čelo, Blaga persa, blage noći, Toplo lěto, toplo dělo, Bistre vode, bistre oči: Vele gore, veli ljudi, Rujna lica, rujna vina, Silni gromi, silni udi; To je naša domovina! Ženju serpi, mašu kose, Děd se žuri, snope broji, Škriplju vozi, brašno nose, Snaša preduć málo doji: Pase marha, rog se čuje, Oj, oj zvenči, oj, u tmine, K ognju star i mlad šetuje; Evo t' naške domovine! Luč iz mraka dalko sija, Po veseloj livadici, Pěsme glasno brěg odbija, Ljubni poje k tamburici: Kolo vode, živo kolo, I na berdu, i v dolini, Plešu mladji sve okolo; — Mi smo, pobre, v domovini! Magla, što li, Unu skriva? Ni l' to našiu jauk turobni? Tko li moleć smert naziva? Il' slobodni, il' su robni? »Rat je, bratjo, rat junaci, Pušku hvataj, sablju paši, Sedlaj konjče, hajd pešjaci, Slava budi, gdi su naši!« Buči bura, magla projde, Puca zora, tmina běži, Tuga mine, radost dojde, Zdravo slobost, dušman leži! Veseli se, tužna mati, Padoše ti verli sini, Ko junaci, ko Horvati, Ljaše kervcu domovini! Teci, Sava hitra, teci Nit' ti Dunaj silu gubi, Kud li šumiš, světu reci: Da svog' doma Horvat ljubi, Dok mu njive sunce grije, Dok mu hrastje bura vije, Dok mu mertve grob sakrije, Dok mu živo serdce bije! | Our beautiful homeland, Oh so fearless and gracious, Our father's ancient glory, May you be happy forever. Beloved, how glorious you are, You are beloved, our only one, Beloved, wherever you are plain, Beloved, wherever you are mountain! Clear sky, clear forehead, Gentle people, mild nights, Hot summer, hard work, Clear waters, clear eyes: Great mountains, great people, Red faces, red wines, Mighty thunders, mighty limbs; This is our homeland! Sickles are reaping, scythes sweeping, Old man is busy, counting sheaves, Carriages are creaking, carrying flour, Bride knits and breastfeeds a child; Cattle are grazing, horn is heard, Oh, oh it rings, oh into darkness, To the fire, youth and elders are going; Here's our homeland! Light in the dark shines far, All over cheerful meadow, Songs are loudly echoed by hills, Lovers are singing to tamburica: They dance the kolo, lively kolo, On the hill, and in the valley, Youth is dancing all around; We are, my friend, in homeland! What is the fog hiding there? Isn't that our peoples awful screams? Who prays for death? The freeborn, or the slaves? "It is war, brothers, war, heroes, Grab your rifle, take a saber, Saddle your horses, let's go infantrymen, There be glory, where ours are!" Gales roar, fog is lifting, Dawn breaks, darkness runs, Sorrow fades, joy arrives, Hello freedom, foe laid low! Be joyful, sad mother, Your brave sons have fallen, Like heroes, like Croats, Shedding blood for homeland! Flow, fast Sava, flow, Nor you Danube, lose your power, Wherever you're murmuring, tell the world: That a Croat loves his home, Whilst the sun warms his fields, Whilst winds lash his oak trees, Whilst graves cover his fallen, Whilst his living heart is beating. |